# Konrad Wachsmann
Konrad Wachsmann (Frankfurt, Alemania, 16 de mayo de 1901 - Los Ángeles, California, 25 de noviembre de 1980) fue un arquitecto alemán.

## Biografía
Wachsmann estudió en las Escuelas de Artes y Oficios de Berlín y Dresde, siendo en esta última Heinrich Tessenow uno de sus profesores, y en la Academia de Bellas Artes de Berlín, donde fue alumno del arquitecto Hans Poelzig, quien despertó su interés por la prefabricación en la arquitectura.
Su formación, que aunaba el dominio tanto de la técnica como de la artesanía, le llevó a trabajar en una compañía de elementos prefabricados en madera. En 1938 se trasladó a París, donde residió hasta 1941, año en que emigró a los Estados Unidos.
En 1955, impartió el seminario denominado The Wachsmann Seminar en Japón. En el taller se ejemplifican las influencias directas que el maestro transmite a una joven generación de estudiantes japoneses de arquitectura entre los cuales se encontraban algunos de los futuros componentes del grupo Metabolista.
Ya en suelo americano, comenzó a colaborar con Mies van der Rohe y de manera más intensa con Walter Gropius, con quien llegó a desarrollar proyectos de prefabricación tales como The packaged house system. Paralelamente, actuó en calidad de docente en el Illinois Institute of Technology de Chicago desde 1947 hasta 1964 y en la Universidad del Sur de California entre 1964 y 1974.
Falleció en Los Ángeles a la edad de 79 años.